# Fontaine Constantin
La fontaine Constantin est un monument historique du XVIe siècle situé à Kaysersberg, dans le département français du Haut-Rhin.

## Localisation
La fontaine, érigée en 1521, se trouve devant l'église de l'Invention-de-la-Sainte-Croix à Kaysersberg.

## Historique
L'édifice fait l'objet d'une inscription au titre des monuments historiques depuis 1932.